# Helga Trüpel
Helga Trüpel (ur. 21 lipca 1958 w Moers) – niemiecka polityk, posłanka do Parlamentu Europejskiego VI, VII i VIII kadencji.

## Życiorys
Studiowała m.in. germanistykę i psychologię na Uniwersytecie w Bremie. W 1988 uzyskała stopień naukowy doktora filozofii.
W 1980 przystąpiła do partii Zielonych, w 1986 weszła w skład zarządu krajowego tej partii w Bremie. Działała w organizacjach kulturalnych, w 2001 założyła własną firmę. Od 1987 do 1991 i od 1995 do 2004 była posłanką do parlamentu krajowego Bremy, m.in. od 2003 pełniła funkcję wiceprzewodniczącej landtagu. W latach 1991–1995 zajmowała stanowisko senatora ds. kultury i integracji obcokrajowców.
W 2004 z listy Zielonych uzyskała po raz pierwszy mandat deputowanej do Parlamentu Europejskiego. W wyborach w 2009 i 2014 skutecznie ubiegała się o reelekcję. W PE zasiadła w grupie Zielonych i Wolnego Sojuszu Europejskiego.